# Axinotoma
Axinotoma es un  género de coleópteros adéfagos de la familia Carabidae.

## Especies
Comprende las siguientes especies:
- Axinotoma ambigena Jennel, 1946
- Axinotoma fallax Dejaen, 1829
- Axinotoma hulstaerti Basilewsky, 1968
- Axinotoma latipalpis Basilewsky, 1968
- Axinotoma lepersonneae Burgeon, 1942
- Axinotoma maynei Burgeon, 1936
- Axinotoma obtuseangula Peringuey, 1896
- Axinotoma perreiri Jennel, 1946
- Axinotoma posticallis Peringuey, 1896
- Axinotoma pseudofallax Facchini, 2003
- Axinotoma tanzanian Facchini, 2003
- Axinotoma viossati Sciaky & Toledano, 1995